# باشگاه فوتبال پرسپولیس در فصل ۸۰–۱۳۷۹
باشگاه فوتبال پرسپولیس در فصل ۱۳۷۹، در جام آزادگان که در آن زمان، بالاترین سطح لیگ ایران بود به میدان رفت. همچنین در جام حذفی فوتبال ایران نیز شرکت کرد. این تیم همچنین در جام باشگاه‌های آسیا ۰۱–۲۰۰۰ شرکت کرد. سرمربی این فصل پرسپولیس، علی پروین بود. مدیرعامل این تیم نیز تا اواخر فصل امیر عابدینی و سپس عباس انصاری‌فرد بود.

## بازیکنان
1. احمدرضا عابدزاده
2. یونس باهنر
3. حسن خان‌محمدی
4. علی انصاریان
5. افشین پیروانی
6. ابراهیم تقی‌پور
7. حمید استیلی
8. علی کریمی
9. پژمان جمشیدی
10. ادموند بزیک
11. حامد کاویانپور
12. داوود فنایی
13. فرشید کریمی
14. رضا جباری
15. اسماعیل حلالی
16. رضا شاهرودی
17. هادی مهدوی‌کیا
18. محمد برزگر
19. پایان رأفت
20. بهروز رهبری‌فرد
21. علی اکبریان
22. لیث نوبری
23. مهدی تارتار
24. ابراهیم اسدی
25. امیرحسین اصلانیان
26. مهدی نکونام

- هادی عقیلی
۲۳-علیرضا امامی‌فر

#### خروجی
1. بهنام سراج (به فولاد)
2. علیرضا امامی‌فر (به فجر سپاسی)
3. ابراهیم تقی‌پور (به ذوب‌آهن)

## جام آزادگان
| ۱۳ مرداد ۷۹ ۱ | سایپا                                   | ۲ – ۲ | پرسپولیس                           | تهران          |
| ۱۸:۰۰         | محمد مؤمنی ۴۴' · بهنام ابوالقاسم‌پور ۵۰' | گزارش | حامد کاویانپور ۵۵' · رضا جباری ۷۷' | ورزشگاه: آزادی |

| ۲۱ مرداد ۷۹ ۲ | پرسپولیس                          | ۲ – ۰ | پیکان | تهران          |
|               | رضا جباری ۶۰' · اسماعیل حلالی ۷۹' |       |       | ورزشگاه: آزادی |

| ۲۸ مرداد ۷۹ ۳ | فولاد | ۰ – ۱ | پرسپولیس               | اهواز               |
|               |       |       | بهروز رهبری‌فرد ۳۰' (پ) | ورزشگاه: تختی اهواز |

| ۲۲ شهریور ۷۹ ۴ | پرسپولیس | ۰ – ۰ | فجر سپاسی | تهران          |
|                |          |       |           | ورزشگاه: آزادی |

| ۲۶ شهریور ۷۹ ۵ | ذوب‌آهن          | ۱ – ۲ | پرسپولیس          | اصفهان                                               |
|                | رضا استواری ۵۰' | گزارش | پایان رأفت ۲' ۵۸' | ورزشگاه: ۲۲ بهمن تماشاگران: ۲۵٬۰۰۰ داور: سعید بطحایی |

| ۱۹ آبان ۷۹ ۶ | پرسپولیس                           | ۲ – ۱ | پاس                  | تهران          |
|              | ادموند بزیک ۴۴' · حسن خان‌محمدی ۸۰' |       | سبو شهبازیان ۵۵' (پ) | ورزشگاه: آزادی |

| ۱۳ آذر ۷۹ ۸ | پرسپولیس        | ۱ – ۰ | تراکتورسازی | تهران                                              |
|             | حمید استیلی ۴۵' | گزارش |             | ورزشگاه: آزادی تماشاگران: ۲۰٬۰۰۰ داور: سعید بطحایی |

| ۱۸ آذر ۷۹ ۹ | استقلال رشت       | ۱ – ۴ | پرسپولیس                                                        | رشت                                             |
|             | شاهین بنی‌احمد ۴۷' |       | علی کریمی ۲۱' · بهروز رهبری فرد ۳۰' ۳۵' (پ) حمید استیلی ۸۳' (پ) | ورزشگاه: عضدی تماشاگران: ۳۰٬۰۰۰ داور: ایرج نظری |

| ۲۴ آذر ۷۹ ۱۰ | پرسپولیس               | ۱ – ۰ | برق شیراز  | تهران                                                 |
| ۱۴:۳۰        | بهروز رهبری‌فرد ۹۰' (پ) | گزارش | ناصر شیردل | ورزشگاه: آزادی تماشاگران: ۱۰٬۰۰۰ داور: رحیم رحیمی‌مقدم |

| ۳ دی ۷۹ ۱۱ | سپاهان | ۰ – ۰ | پرسپولیس | اصفهان                  |
|            |        |       |          | ورزشگاه: ۲۲ بهمن اصفهان |

| ۹ دی ۷۹ ۷ | استقلال تهران                                       | ۲ – ۲ | پرسپولیس                               | تهران                                              |
| ۱۴:۳۰     | محمد نوازی ۶۷' · مهدی هاشمی‌نسب ۸۳' پرویز برومند '۹۰ |       | بهروز رهبری‌فرد ۵۸' (پ) · علی کریمی ۸۸' | ورزشگاه: آزادی تماشاگران: ۱۱۰٬۰۰۰ داور: کیم‌یونگ جو |

| ۱۶ دی ۷۹ ۱۲ | پرسپولیس                         | ۲ – ۲ | سایپا                              | تهران          |
|             | حسن خان‌محمدی ۳۴' · علی کریمی ۸۰' |       | پژمان جمشیدی ۱۷' · محمد سلطانی ۸۷' | ورزشگاه: آزادی |

| ۳ بهمن ۷۹ ۱۴ | پرسپولیس                                  | ۲ – ۱ | فولاد           | تهران                            |
|              | امیرحسین اصلانیان ۷' · حامد کاویانپور ۲۰' |       | ایمان مبعلی ۳۵' | ورزشگاه: آزادی تماشاگران: ۱۰٬۰۰۰ |

| ۹ بهمن ۷۹ ۱۵ | فجر سپاسی          | ۱ – ۱ | پرسپولیس       | شیراز                             |
|              | فراز فاطمی ۴۳' (پ) |       | پایان رأفت ۱۸' | ورزشگاه: حافظیه تماشاگران: ۲۵٬۰۰۰ |

| ۱۴ بهمن ۷۹ ۱۶ | پرسپولیس                                 | ۲ – ۰ | ذوب‌آهن | تهران                                                   |
|               | افشین پیروانی ۳۵' · علی انصاریان ۹۰' (پ) |       |        | ورزشگاه: آزادی تماشاگران: ۲۵٬۰۰۰ داور: فریدون اصفهانیان |

| ۲۴ بهمن ۷۹ ۱۷ | پاس | ۰ – ۰ | پرسپولیس | تهران                                              |
|               |     | گزارش |          | ورزشگاه: آزادی تماشاگران: ۳۰٬۰۰۰ داور: مسعود مرادی |

| ۲۸ بهمن ۷۹ ۱۳ | پیکان          | ۱ – ۳ | پرسپولیس                                     | تهران                            |
| ۱۵:۰۰         | سالک جباری ۷۳' |       | رضا جباری ۱۰' ادموند بزیک ۲۰' محمد برزگر ۲۳' | ورزشگاه: آزادی تماشاگران: ۳۰٬۰۰۰ |

| ۵ اسفند ۷۹ ۱۸ | پرسپولیس | ۰ – ۱ | استقلال            | تهران                             |
|               |          |       | علیرضا اکبرپور ۷۴' | ورزشگاه: آزادی تماشاگران: ۱۰۰٬۰۰۰ |

| ۱۰ اسفند ۷۹ ۱۹ | تراکتورسازی | ۰ – ۳ | پرسپولیس                                     | تبریز                                 |
|                |             |       | علی کریمی ۵' پایان رأفت ۴۶' ابراهیم اسدی ۷۹' | ورزشگاه: تختی تبریز تماشاگران: ۲۰٬۰۰۰ |

| ۲۷ اسفند ۷۹ ۲۰ | پرسپولیس                                                       | ۴ – ۱ | استقلال رشت        | تهران                            |
|                | لیث نوبری ۶' بهروز رهبری فرد ۳۲' ۴۳' (پ) امیرحسین اصلانیان ۷۸' |       | شاهین بنی احمد ۸۵' | ورزشگاه: آزادی تماشاگران: ۲۰٬۰۰۰ |

| ۲۴ فروردین ۸۰ ۲۱ | برق شیراز | ۰ – ۲ | پرسپولیس                        | شیراز                             |
|                  |           |       | علی کریمی ۶۷' · لیث نوبری ۹۰+۱' | ورزشگاه: حافظیه تماشاگران: ۳۰٬۰۰۰ |

| ۳۰ فروردین ۸۰ ۲۲ | پرسپولیس | ۰ – ۲ | سپاهان             | تبریز                                 |
|                  |          |       | امین موسوی ۶۷' ۸۶' | ورزشگاه: تختی تبریز تماشاگران: ۲۵٬۰۰۰ |

| رده | تیم           | بازی | برد | مساوی | باخت | گلِ‌زده | گلِ‌خورده | تفاضل گل | امتیاز | توضیحات                              |
| --- | ------------- | ---- | --- | ----- | ---- | ----- | ------- | -------- | ------ | ------------------------------------ |
| ۱   | استقلال تهران | ۲۲   | ۱۵  | ۵     | ۲    | ۵۲    | ۲۱      | ۳۱       | ۵۰     | صعود به جام باشگاه‌های آسیا ۰۲–۲۰۰۱   |
| ۲   | پرسپولیس      | ۲۲   | ۱۳  | ۷     | ۲    | ۳۶    | ۱۶      | ۲۰       | ۴۶     |                                      |
| ۳   | سایپا         | ۲۲   | ۸   | ۹     | ۵    | ۲۹    | ۲۷      | ۲        | ۳۳     |                                      |
| ۴   | ذوب آهن       | ۲۲   | ۷   | ۹     | ۶    | ۳۰    | ۲۲      | ۸        | ۳۰     |                                      |
| ۵   | پیکان         | ۲۲   | ۷   | ۷     | ۸    | ۱۹    | ۲۹      | ۱۰-      | ۲۸     |                                      |
| ۶   | پاس           | ۲۲   | ۵   | ۱۲    | ۵    | ۲۵    | ۲۳      | ۲        | ۲۷     |                                      |
| ۷   | سپاهان        | ۲۲   | ۵   | ۱۱    | ۶    | ۱۹    | ۲۳      | ۴-       | ۲۷     |                                      |
| ۸   | فولاد         | ۲۲   | ۶   | ۷     | ۹    | ۲۳    | ۲۷      | ۴-       | ۲۵     |                                      |
| ۹   | فجر سپاسی     | ۲۲   | ۵   | ۹     | ۸    | ۲۰    | ۲۵      | ۵-       | ۲۴     | صعود به جام برندگان جام آسیا ۰۲-۲۰۰۱ |
| ۱۰  | استقلال رشت   | ۲۲   | ۷   | ۳     | ۱۲   | ۲۳    | ۴۳      | ۲۰-      | ۲۴     |                                      |
| ۱۱  | برق شیراز     | ۲۲   | ۴   | ۹     | ۹    | ۲۳    | ۲۶      | ۳-       | ۲۱     |                                      |
| ۱۲  | تراکتور سازی  | ۲۲   | ۵   | ۲     | ۱۵   | ۱۸    | ۳۵      | ۱۷-      | ۱۷     |                                      |

## جام حذفی
| ۱۱ اردیبهشت ۱۳۸۰ ۱/۱۶ | پرسپولیس          | ۱ – ۰ | شموشک | تهران           |
| ۱۰:۰۰                 | اسماعیل حلالی ۲۳' |       |       | ورزشگاه: شیرودی |

| ۱۶ اردیبهشت ۱۳۸۰ ۱/۱۶ | شموشک         | ۲(۳) – ۰(۰) | پرسپولیس | ساری                            |
| | سهراب انتظاری |             |          | ورزشگاه: متقی تماشاگران: ۲۰٬۰۰۰ |
| یادداشت: این بازی با نتیجه ۲–۰ به سود شموشک پیگیری می‌شد که به دلیل فرو ریختن سقف ورزشگاه، بازی نیمه تمام ماند. فدراسیون تصمیم به تکرار بازی داد اما پرسپولیس به خاطر احترام به درگذشتگان این حادثه، از بازی انصراف داد و ۳–۰ بازنده شد. |               |             |          |                                 |

## جام باشگاه‌های آسیا ۲۰۰۰

#### مرحله پلی آف
| ۳ شهریور ۷۹                                                                       | الوکره | ۲ – ۴ | پرسپولیس                                          | دوحه، قطر         |
|                                                                                   |        |       | علی کریمی ۵۰' ۵۵' علی اکبریان ۷۹' حمید استیلی ۸۳' | ورزشگاه: حمد کبیر |
| یادداشت: الوکره با وجود جلو بودنش با نتیجه ۲–۰ از پرسپولیس، این بازی را ۲–۴ باخت. |        |       |                                                   |                   |

| ۱۷ شهریور ۷۹ | پرسپولیس                                                                           | ۵ – ۱ | الوکره                     | تهران، ایران   |
|              | پایان رأفت ۱۱' علیرضا امامی‌فر ۱۳' بهروز رهبری فرد ۳۴' علی کریمی ۷۴' بهنام سراج ۷۶' |       | مبارک صالح الکواری ۲۲' (پ) | ورزشگاه: آزادی |

#### مرحله پلی آف ۲
| ۱۲ آبان ۷۹ | پرسپولیس           | ۲ – ۰ | العین | تهران، ایران   |
|            | پایان رأفت ۱۹' ۵۴' |       |       | ورزشگاه: آزادی |

| ۲۶ آبان ۷۹ | العین                                 | ۲ – ۲ | پرسپولیس                           | العین، امارات          |
|            | ساندرو اولیویرا ۵۸' سبیت خاطر ۷۲' (پ) |       | افشین پیروانی ۸۱' حسن خان‌محمدی ۹۰' | ورزشگاه: طحنون بن محمد |

#### مرحله گروهی
| ۱۷ اسفند ۷۹ ۱ | پرسپولیس | ۰ – ۰ | الاتحاد | تهران، ایران   |
| ۱۶:۰۰         |          |       |         | ورزشگاه: آزادی |

| ۱۹ اسفند ۷۹ ۲ | پرسپولیس | ۰ – ۰ | ایرتیش | تهران، ایران   |
|               |          |       |        | ورزشگاه: آزادی |

| ۲۱ اسفند ۷۹ ۳ | پرسپولیس                                              | ۳ – ۱ | الهلال                                                    | تهران، ایران                                                                      |
|               | علی کریمی ۴۵' علی انصاریان ۶۵' (پ) حامد کاویانپور ۶۹' | گزارش | یوسف الثنیان ۹' عبدالله جمعان الدوسری '۶۳ ریکاردو پرس '۷۸ | ورزشگاه: آزادی تماشاگران: ۳۰٬۰۰۰ داور: ماسایوشی اوکادا مرد مسابقه: حامد کاویانپور |

جدول رده‌بندی مرحله غرب
| Team     | بازی | برد | مساوی | باخت | زده | خورده | تفاضل | امتیاز |
| -------- | ---- | --- | ----- | ---- | --- | ----- | ----- | ------ |
| پرسپولیس | ۳    | ۱   | ۲     | ۰    | ۳   | ۱     | +۲    | ۵      |
| ایرتیش   | ۳    | ۱   | ۲     | ۰    | ۲   | ۱     | +۱    | ۵      |
| الاتحاد  | ۳    | ۱   | ۱     | ۱    | ۳   | ۲     | +۱    | ۴      |
| الهلال   | ۳    | ۰   | ۱     | ۲    | ۱   | ۵     | -۴    | ۱      |

## گلزنان
| شماره | نام               | جام آزادگان | جام حذفی | آسیا | مجموع |
| ----- | ----------------- | ----------- | -------- | ---- | ----- |
| ۸     | علی کریمی         | ۵           | ۰        | ۴    | ۹     |
| ۲۰    | بهروز رهبری فرد   | ۷           | ۰        | ۱    | ۸     |
| ۱۹    | پایان رأفت        | ۴           | ۰        | ۳    | ۷     |
| ۱۱    | حامد کاویانپور    | ۲           | ۰        | ۲    | ۴     |
| ۷     | حمید استیلی       | ۲           | ۰        | ۲    | ۴     |
| ۳     | حسن خان‌محمدی      | ۲           | ۰        | ۱    | ۳     |
| ۱۴    | رضا جباری         | ۳           | ۰        | ۰    | ۳     |
| ۱۵    | اسماعیل حلالی     | ۱           | ۱        | ۱    | ۳     |
| ۵     | افشین پیروانی     | ۱           | ۰        | ۱    | ۲     |
| ۲۳    | لیث نوبری         | ۲           | ۰        | ۰    | ۲     |
| ۲۶    | امیرحسین اصلانیان | ۲           | ۰        | ۰    | ۲     |
| ۱۰    | ادموند بزیک       | ۲           | ۰        | ۰    | ۲     |
| ۴     | علی انصاریان      | ۱           | ۰        | ۱    | ۲     |
| ۲۵    | ابراهیم اسدی      | ۱           | ۰        | ۰    | ۱     |
| ۹     | بهنام سراج        | ۰           | ۰        | ۱    | ۱     |
| ۱۸    | محمد برزگر        | ۱           | ۰        | ۰    | ۱     |
| ۲۱    | علی اکبریان       | ۰           | ۰        | ۱    | ۱     |
| ۲۳    | علیرضا امامی فر   | ۰           | ۰        | ۱    | ۱     |
| کل    | کل                | ۳۶          | ۱        | ۱۹   | ۵۶    |